# Silvestro Manaigo

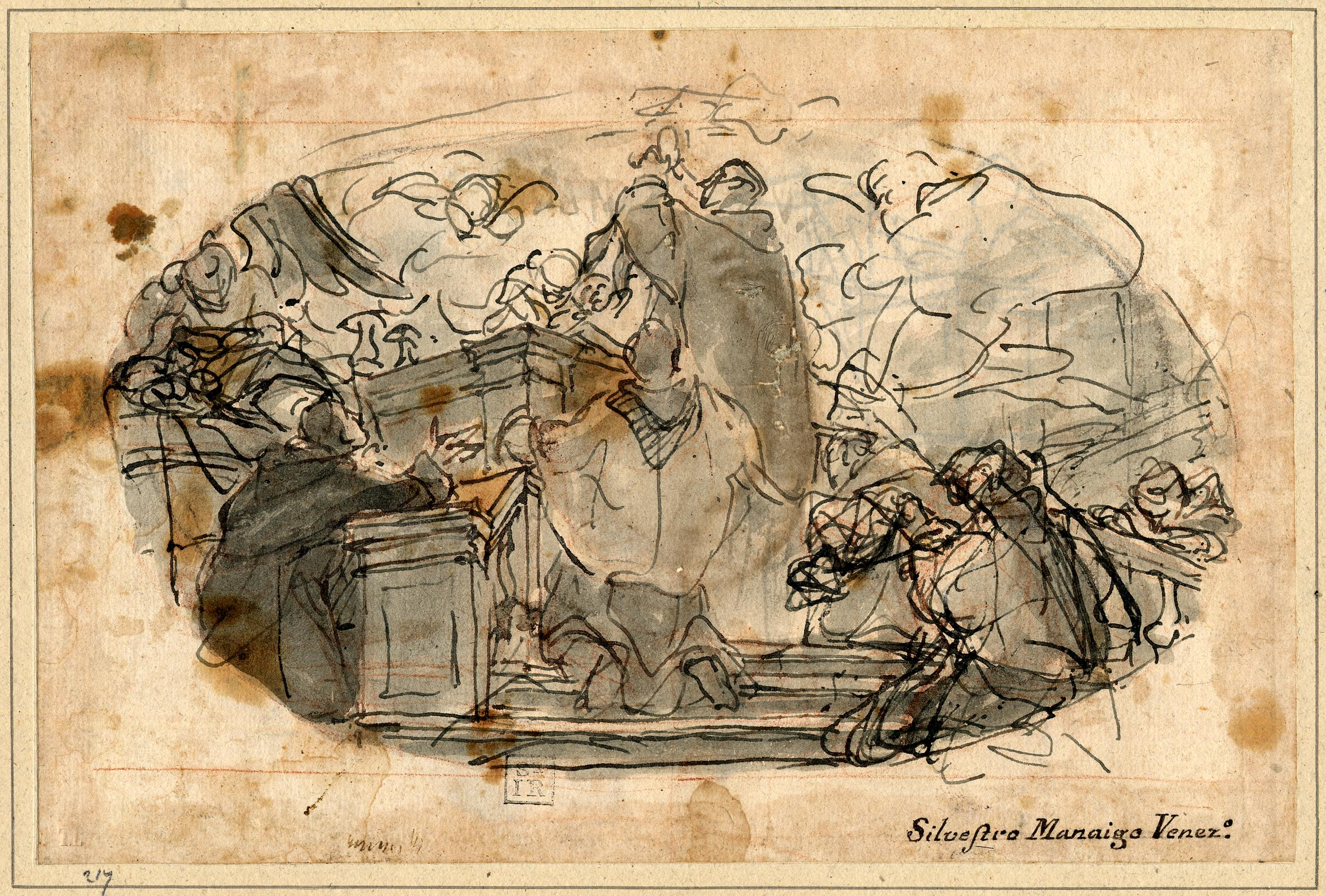
Prima messa di san Filippo Benizi, china acquerellata su carta, Londra, British Museum

Silvestro Manaigo, o raramente Menaico (Venezia?, 1666/1670 – Venezia?, 1750), è stato un pittore, disegnatore e miniaturista italiano cittadino della Repubblica di Venezia.

## Biografia
Sono ben poche le notizie su questo longevo pittore e anche l'anno di nascita è soltanto desunto approssimativamente dalla sua iscrizione nella fraglia dei pittori che lo vide sempre presente dal 1687 al 1734.
Apprese l'arte pittorica da Gregorio Lazzarini e fu attivo poi anche come miniaturista e disegnatore. Nessuna delle sue miniature si è conservata, ma si ha precisa notizia di questa sua attività grazie alla guida di Venezia di Vincenzo Coronelli e successivamente da Pietro Guarienti che nelle integrazioni del 1753 all'Abecedario Pittorico di Pellegrino Antonio Orlandi ricorda che «fece anche bellissime cose in miniatura, stimate in ogni paese». La sua attività di disegnatore di modelli da riprodurre in incisioni per la stampa è attestata nelle numerose illustrazioni ad acquaforte pervenute.

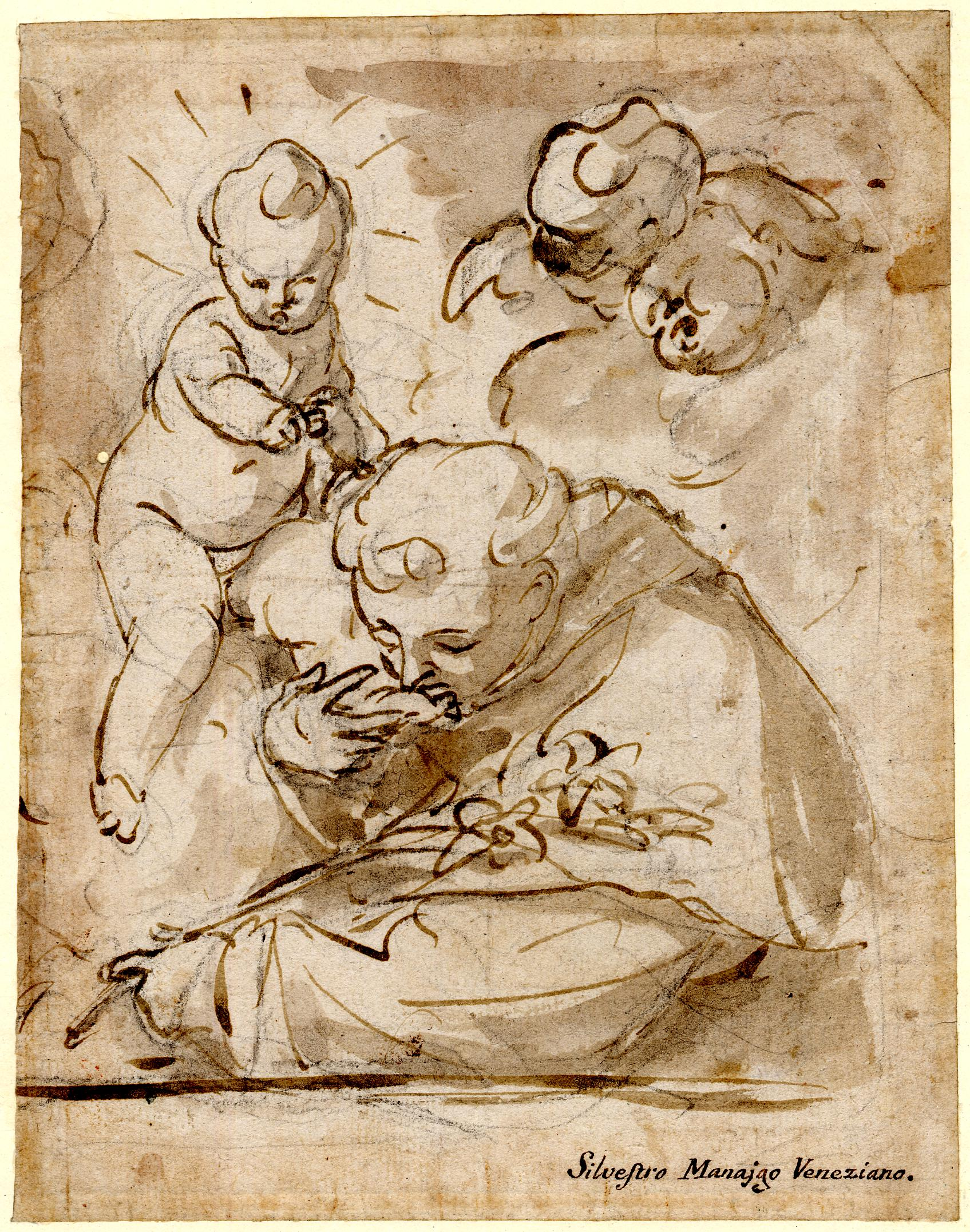
Sant'Antonio col Bambino, sepia acquerellata su carta, Londra, British Museum.

Delle sue pitture documentate ce ne è pervenuto un numero esiguo, cosa che rende estremamente difficoltoso lo studio delle attribuzioni.
Senz'altro opera sua è il San Matteo evangelista (1722) nel gruppo di quadri degli apostoli eseguiti da una compagine di pittori rinomati per la chiesa di San Stae. Il dipinto rivela ancora soggetto agli stimoli del primo Lazzarini in un gusto tenebroso tardo barocco, Lazzarini che invece nel suo contributo alla stessa serie si manifesta decisamente più luminoso.
L'altra opera pervenuta e precisamente documentata è la tela del Martirio di san Giacomo eseguito vent'anni dopo per il presbiterio della cattedrale di Sant'Alessandro a Bergamo, di nuovo tenebrosa, ma con una maggiore vivacità quasi si fosse aggiornato alla corrente patetico-chiaroscurale e, a ricordare la sua attività di miniaturista, particolare sia nell'affollamento di figure sia nella definizione a piccoli tratti.
La letteratura storica ricorda pochi dipinti in quanto la sua attività fu di fatto più rivolta verso la committenza privata che quella pubblica. Per questo è nota l'esistenza di diverse opere citate nelle successioni testamentarie, tutte tuttavia disperse. Delle poche altre opere pubbliche (ora disperse o distrutte) si ha notizia dallo Zanetti di alcuni quadri per la chiesa dei Servi e quella di San Felice a Venezia. Di quelle per i serviti rimangono alcuni lacerti trasferiti alla parrocchiale di Fratta Polesine e un disegno preparatorio della Prima messa di san Filippo Benizi conservato al British Museum.